# Blog

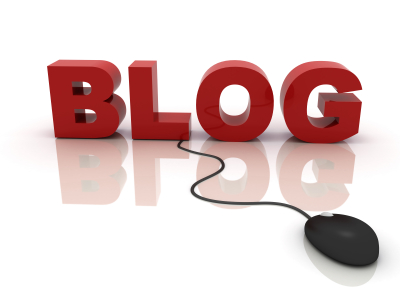
Un blog puede tener diversas finalidades según el tipo, taxonomía o incluso su autoría, como por ejemplo para reforzar la marca personal del autor por la lealtad genera información para comunidades temáticas concretas o incluso servir como medio para buscar oportunidades

Un blog o bitácora es un sitio web que incluye, a modo de diario personal de su autor o autores, contenidos de su interés, que suelen estar actualizados con frecuencia y a menudo son comentados por los lectores.
Sirve como publicación en línea de historias con una periodicidad muy alta, que son presentadas en orden cronológico inverso, es decir, lo más reciente que se ha publicado es lo primero que aparece en la pantalla. Antes era frecuente que los blogs mostraran una lista de enlaces a otros blogs u otras páginas para ampliar información, citar fuentes o hacer notar que se continúa con un tema que empezó otro blog.
Actualmente un blog puede tener diversas finalidades según el tipo, taxonomía o incluso su autoría, como por ejemplo para reforzar la marca personal del autor, generar información para comunidades temáticas concretas o incluso servir como medio para buscar oportunidades, etc.[cita requerida]

## Historia
Antes de que los blogs se hicieran populares, existían comunidades digitales como Usenet, xrt listas de correo electrónico y BBS.
En los años 1990, los programas para crear foros de internet, por ejemplo WebEx, posibilitaron conversaciones con hilos. Los hilos son mensajes que están relacionados con un tema del foro.

### 1990-2001
El blog moderno es una evolución de los diarios en línea, donde la gente escribía sobre su vida personal, como si fuese un diario íntimo pero dándole difusión en la red. Las páginas abiertas Webring incluían a miembros de la comunidad de diarios en línea. Justin Hall, quien escribió desde 1994 su blog personal mientras era estudiante de la Universidad de Swarthmore, es reconocido generalmente como uno de los primeros blogueros.
También había otras formas de diarios en línea. Un ejemplo era el diario del programador de juegos John Carmack, publicado mediante el protocolo Finger.
Los sitios web, como los sitios corporativos y las páginas web personales, tenían y todavía tienen a menudo secciones sobre noticias o novedades, frecuentemente en la página principal, y clasificados por fecha. Uno de los primeros precursores de un blog fue el sitio web personal de Kibo, actualizado mediante USENET.
Los primeros blogs eran simplemente componentes actualizados de sitios web comunes. Sin embargo, la evolución de las herramientas que facilitaban la producción y mantenimiento de artículos web publicados y ordenados de forma cronológica, hizo que el proceso de publicación pudiera dirigirse hacia muchas más personas, y no necesariamente a aquellos que tuvieran conocimientos técnicos. Últimamente, esto ha llevado a que en la actualidad existan diversos procedimientos para publicar blogs. Por ejemplo, el uso de algún tipo de software basado en navegador, es hoy en día un aspecto común del blogging.
Los blogs pueden ser construidos y almacenados usando servicios de alojamiento de blogs dedicados, o pueden ser concretados y accedidos mediante software genérico para blogs, por ejemplo usando los productos Blogger o LiveJournal, o mediante servicios de alojamiento web corrientes.
El término «weblog» fue acuñado por Jorn Barger el 17 de diciembre de 1997. La forma corta, «blog», fue acuñada por Peter Merholz, quien dividió la palabra weblog en la frase we blog en la barra lateral de su blog Peterme.com en abril o mayo de 1999, y rápidamente fue adoptado tanto como nombre y verbo (asumiendo «bloguear» como «editar el weblog de alguien o añadir un mensaje en el weblog de alguien»).
Tras un comienzo lento, los blogs ganaron popularidad rápidamente; el sitio Xanga, lanzado en 1996, solo tenía 100 diarios en 1997, pero más de 50 000 000 en diciembre de 2005. El uso de blogs se difundió durante 1999 y los siguientes años, siendo muy popularizado durante la llegada casi simultánea de las primeras herramientas de alojamiento de blogs:
- Open Diary lanzado en octubre de 1998, pronto creció hasta miles de diarios en línea. Open Diary innovó en los comentarios de los lectores, siendo el primer blog comunitario donde los lectores podían añadir comentarios a las entradas de los blogs.
- Brad Fitzpatrick comenzó LiveJournal en marzo de 1999.
- Andrew Smales creó Pitas.com en julio de 1999 como una alternativa más fácil para mantener una «página de noticias» en un sitio web, seguido de Diaryland en septiembre de 1999, centrándose más en la comunidad de diarios personales.[7]
- Evan Williams y Meg Hourihan (Pyra Labs) lanzaron Blogger.com en agosto de 1999, que posteriormente fue adquirido por Google en febrero de 2003.

El blogging combinaba la página web personal con herramientas para poder enlazar más fácilmente con otras páginas – en concreto permalinks, blogrolls y trackbacks. Esto, junto a los motores de búsqueda de weblogs, permitió a los blogueros llevar un seguimiento de los hilos que les conectaban con otros usuarios con intereses similares.

### 2001-2006
Los primeros blogs estadounidenses populares aparecieron en 2001: AndrewSullivan.com de Andrew Sullivan, Politics1.com de Ron Gunzburger, Political Wire de Taegan Goddard y MyDD de Jerome Armstrong, tratando principalmente temas políticos.
En idioma español también aparecieron los primeros blogs en esa época. Los más destacados fueron en el año 2000 el blog llamado Terremoto.net y en el año 2001 aparecieron Claudia-P.com, donde una adolescente de Madrid explicaba su peculiar vida personal, y El hombre que comía diccionarios.
En 2002, el blogging se había convertido en tal fenómeno que comenzaron a aparecer manuales, centrándose principalmente en la técnica. La importancia de la comunidad de blogs (y su relación con una sociedad más grande) cobró importancia rápidamente. Las escuelas de periodismo empezaron a investigar el fenómeno de los blogs y a establecer diferencias entre el periodismo y el blogging.
En 2002, el amigo de Jerome Armstrong y exsocio Markos Moulitsas Zúniga comenzó DailyKos. Con picos de hasta un millón de visitas diarias, ese espacio web se ha convertido en uno de los blogs con más tráfico de Internet.
En el año 2006, se escogió la fecha del 31 de agosto para celebrar en toda la red el llamado Día Internacional del Blog, debido al parecido entre el número 3108 y la palabra «blog». La idea nació del bloguero israelí Nir Ofir, que propuso que en esta fecha, los blogueros que desarrollaban bitácoras personales enviaran cinco invitaciones de cinco blogs de diferentes temáticas a cinco diferentes contactos, para que así los internautas dieran difusión a blogs que seguramente otras personas desconocían, y que eventualmente les pudiera resultar interesantes.

### Presente
Entre los servidores de blogs más populares se encuentran Blogger y Wordpress. Los cofundadores de Twitter, Evan Williams y Biz Stone, crearon la plataforma de escritura Medium, y para 2016, Telegram lanzaría su plataforma Telegra.ph. 
Algunos blogueros se han ido trasladando a la televisión y a los medios de prensa: Duncan Black, Glenn Reynolds (Instapundit), Markos Moulitsas Zúniga (Daily Kos), Alex Steffen (Worldchanging), Ana Marie Cox (Wonkette), Nate Silver (FiveThirtyEight.com), Nora Ephron (Huffington Post) y Ezra Klein (que se integró primeramente al blog American Prospect, después a The Washington Post).

## Herramientas para su creación y mantenimiento

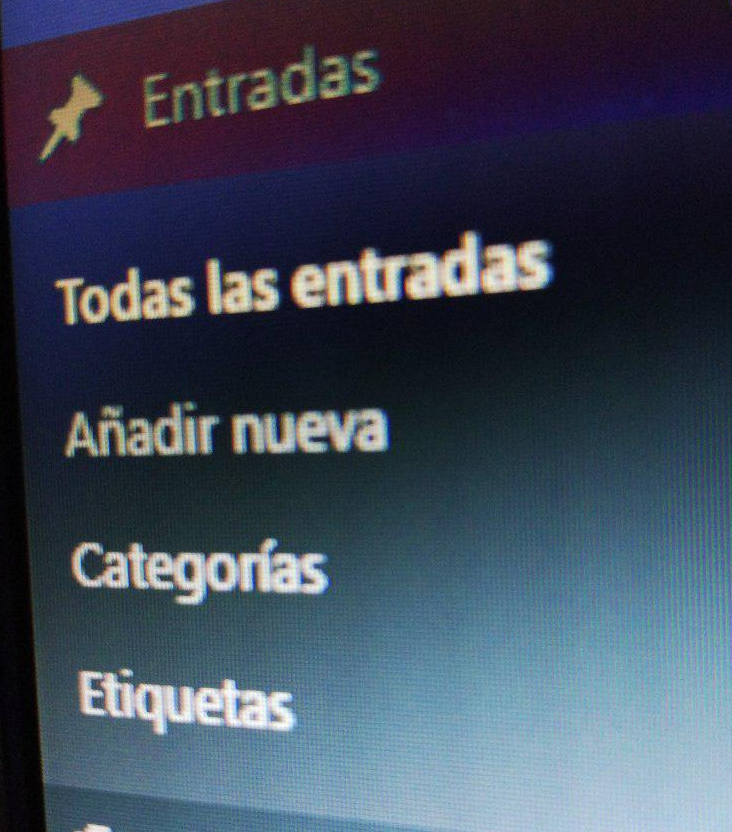
Menú de entradas en WordPress

Existen variadas herramientas de mantenimiento de blogs que permiten, muchas de ellas gratuitamente y sin necesidad de elevados conocimientos técnicos, administrar todo el weblog, coordinar, borrar o reescribir los artículos, moderar los comentarios de los lectores, etc.
Las herramientas de mantenimiento de weblogs se clasifican, principalmente, en dos tipos: aquellas que ofrecen una solución completa de alojamiento web (como Freewebs, Blogger y LiveJournal), y aquellas soluciones consistentes en software que, al ser instalado en un sitio web, permiten crear, editar y administrar un blog directamente en el servidor que aloja el sitio (como es el caso de WordPress o de Movable Type). Este software es una variante de las herramientas llamadas sistemas de gestión de contenido (CMS, por sus siglas en inglés), y muchos son gratuitos. La mezcla de los dos tipos es la solución planteada por WordPress.
Las herramientas que proporcionan alojamiento gratuito asignan al usuario una dirección web (por ejemplo, en el caso de Blogger, la dirección asignada termina en "blogspot.com") y le proveen de una interfaz, a través de la cual se puede añadir y editar contenido. Nótese que la funcionalidad de un blog creado con una de estas herramientas se limita a lo que pueda ofrecer el proveedor del servicio de alojamiento.
Un software que gestione el contenido, en tanto, requiere necesariamente un servidor propio para ser instalado, del modo en que se hace en un sitio web tradicional. Su gran ventaja es que permite un control total sobre la funcionalidad que ofrecerá el blog, posibilitando así adaptarlo totalmente a las necesidades del sitio, e incluso combinarlo con otros tipos de contenido.

## Características diferenciales de un blog
El éxito de los blogs se debe a que tienen una naturaleza muy peculiar que se caracteriza, sobre todo, por tres propiedades esenciales:
1. Es una publicación periódica. Los blogs publican nuevos contenidos en periodos de tiempo relativamente cortos.
2. Un blog admite comentarios de los lectores y esto hace posible que se cree una comunidad en torno al autor. Los blogs son uno de los medios que mejor representan su esencia. Gracias a la posibilidad de recibir comentarios de los lectores, se pasa de una comunicación unilateral (medio de comunicación hacia el lector) a una comunicación bilateral, en la que el lector es también protagonista. El efecto que esta ha tenido es la creación de "comunidades" de lectores muy fieles, muy parecidas a las que existen, por ejemplo, en un foro de discusión. Esto ha resultado ser también muy ventajoso desde un punto de vista profesional o comercial porque estos lectores son personas fidelizadas que confían en el autor y, por tanto, muy abiertas a las recomendaciones e incluso venta de productos y servicios por parte del autor del blog.
3. Un blog tiene un marcado toque personal. Aunque esta característica se haya diluido quizás un poco en los últimos años con la aparición de blogs corporativos y profesionales, incluso estos blogs intentan mantener un ambiente mucho más personal e informal que ayuda mucho a que se vaya forjando una relación de confianza entre el autor del blog y sus lectores, buscando mucho más la creación de un ambiente parecido al que hay entre amigos que la relación clásica entre una publicación comercial y sus lectores.

## Características técnicas
Existe una serie de elementos comunes a todos los blogs.

### Comentarios
Mediante un formulario se permite, a otros usuarios de la web, añadir comentarios a cada entrada, pudiéndose generar un debate alrededor de sus contenidos, además de cualquier otro intercambio de información (si el autor del blog lo prefiere, no se podrán añadir comentarios a las entradas).  

### Enlaces
Una particularidad que diferencia a los weblogs de los sitios de noticias, es que las anotaciones suelen incluir múltiples enlaces a otras páginas web (no necesariamente weblogs), como referencias o para ampliar la información agregada. Además, y entre otras posibilidades, permite la presencia y uso de:
- Un enlace permanente (permalink) en cada anotación, para que cualquiera pueda citarla.
- Un archivo de las anotaciones anteriores.
- Una lista de enlaces a otros weblogs seleccionados o recomendados por los autores, denominada habitualmente blogroll.

### Enlaces inversos
En algunos casos las anotaciones o historias permiten que se les haga trackback, un enlace inverso (o retroenlace) que permite, sobre todo, saber que alguien ha enlazado la entrada  y avisar a otro weblog que se está citando una de sus entradas o que se ha publicado un artículo relacionado. Todos los trackbacks aparecen automáticamente a continuación de la historia, junto con los comentarios, aunque no siempre es así.

### Fotografías y vídeos
Es posible además agregar fotografías y vídeos a los blogs. Los blogs dedicados únicamente a esto han recibido el nombre de fotoblogs y videoblogs respectivamente. Con ello, se facilita la comprensión de la información a la persona que lo lee. 

### Redifusión
Otra característica de los weblogs es la multiplicidad de formatos en los que se publican. Aparte de HTML, suelen incluir algún medio para redifundirlos, es decir, para poder leerlos mediante un programa que pueda incluir datos procedentes de muchos medios diferentes. Generalmente, para la redifusión se usan fuentes web en formato RSS o Atom. Se pretende la difusión de la información proporcionada en el blog.

### Integración
Los blogs permiten mostrar incrustados en sus páginas recursos multimedia alojados en servicios web 2.0: imágenes, audios, vídeos, etc.

## Riesgos
Al igual que en los foros, los principales riesgos son el spam, los troles y los leechers. También suelen provocar problemas los impostores (también conocidos como cuentas fake: usuarios que se hacen pasar por otros usuarios) y algunos usuarios títeres (usuarios que se hacen pasar por varios y diferentes usuarios).
Aunque no sea de forma maliciosa, los recién llegados (o newbies) pueden ocasionar problemas en el funcionamiento del blog al cometer errores; ya sea por no poder adaptarse rápidamente a la comunidad, o por no leer las reglas específicas que puede tener el blog en el que acaban de ingresar.
Otro problema es el de la lectura, producto del lenguaje usado por los chaters.

## Tipos de blogs
Hay muchos tipos de blogs, no solo por el contenido, sino por la forma en la que el contenido se escribe.

### Por autoría

#### Blog personal
El blog personal, un diario en curso o un comentario de un individuo, es el blog más tradicional y común. Los blogs suelen convertirse en algo más que en una forma para comunicarse, también se convierten en una forma de reflexionar sobre la vida u obras de arte. Los blogs pueden tener una calidad sentimental. Pocos blogs llegan a ser famosos, pero algunos de ellos pueden llegar a reunir rápidamente un gran número de seguidores. Un tipo de blog personal es el micro blog, es extremadamente detallado y trata de capturar un momento en el tiempo. Algunos sitios, como Twitter, permiten a los blogueros compartir pensamientos y sentimientos de forma instantánea con amigos y familiares, y son mucho más rápidos que el envío por correo o por escrito.

#### Blog corporativo u organizacional
Un blog puede ser privado, como en la mayoría de los casos, o puede ser para fines comerciales. Los blogs que se usan internamente para mejorar la comunicación y la cultura de una sociedad anónima o externamente para las relaciones de marketing, branding o relaciones públicas se llaman blogs corporativos. Blogs similares para los clubes y sociedades se llaman blogs de club, blogs de grupo o por nombres similares; el típico uso consiste en informar a los miembros y a otras partes interesadas sobre las fiestas del club y las actividades de sus miembros.
Un blog corporativo suele formar parte de una estrategia de content marketing o marketing de contenidos, cuya finalidad es atraer tráfico orgánico hacia la web de empresa y conseguir clientes interesados en un producto o servicio.

#### Blog inverso
Este blog está compuesto por sus usuarios en lugar de un solo bloguero. Este sistema tiene las características de un blog y la escritura de varios autores. Estos blogs pueden estar escritos por varios autores que han contribuido en un tema o que han abierto uno para que cualquiera pueda escribir. Normalmente hay un límite para el número de entradas, para evitar que se opere como un foro de Internet.

### Por el género
Algunos blogs se centran en un tema particular, como los blogs políticos, blogs LGBT, blogs educativos, blogs de salud, blogs de viajes (también conocidos como cuadernos de viajes), blogs de jardinería, blogs de la casa, blogs de moda, blogs de proyectos educativos, blogs de música clásica, blogs de esgrima, blogs jurídicos, etc. Dos tipos comunes de blogs de género son los blogs de música y los blogs de arte. A los blogs con discusiones especialmente sobre el hogar y la familia no es infrecuente llamarlos blogs mamá, y este tipo de blogs se hizo popular por Erica Diamond, creadora de Womenonthefence.com, que es seguido por más de dos millones de lectores mensuales.[cita requerida] Aunque no es un tipo legítimo de blog, ya que se utiliza con el único propósito de hacer spams, se conoce como un Splog.

### Por el tipo de medio de comunicación
Un blog que incluye vídeos se llama videoblog o vlog, uno que incluye enlaces se denomina linklog, un sitio que contiene un portafolio de bocetos se llama sketchblog, u otro que incluye fotos se llama fotolog. Los blogs con mensajes cortos y con tipos de medios mixtos se llaman tumblelogs. Aquellos blogs que se redactan en máquinas de escribir y luego son escaneados, se denominan blogs typecast. Un tipo raro de blog incluido en el protocolo Gopher es conocido como un Phlog.

### Por el dispositivo
Los blogs también pueden diferenciarse por el tipo de dispositivo que se utiliza para construirlo. Un blog escrito por un dispositivo móvil, como un teléfono móvil o una PDA, podría llamarse moblog. Uno de los blogs más nuevos es el Wearable Wireless Webcam, un diario en línea compartido de la vida personal de un individuo, que combina texto, vídeo e imágenes transmitidas en directo desde un ordenador portátil y un dispositivo Eye Tap a un sitio web. Esta práctica semiautomatizada de blogs con vídeo en directo junto con el texto se conoce como sub-supervisión. Estas revistas se han utilizado como pruebas en asuntos legales.

### Microblogging
Microblogging es la práctica de publicar pequeños fragmentos de contenidos digitales (puede ser texto, imágenes, enlaces, vídeos cortos u otros medios de comunicación) en Internet. Ofrece un modo de comunicación que para muchos es orgánica, espontánea y captura la imaginación del público. Lo utilizan amigos para mantenerse en contacto, socios de negocios para coordinar las reuniones o compartir recursos útiles, y las celebridades y políticos para las fechas de sus conciertos, conferencias, lanzamientos de libros u horarios de viajes. Una amplia y creciente gama de herramientas adicionales permite actualizaciones complejas y la interacción con otras aplicaciones, y la profusión resultante de la funcionalidad está ayudando a definir nuevas posibilidades para este tipo de comunicación.

## Red de blogs
Es un grupo de blogs que están conectados entre sí en una red. Una red de blogs puede ser o bien un grupo de blogs vagamente conectados, o un grupo de blogs que son propiedad de la misma empresa. El propósito de esta red es por lo general promover los otros blogs en la misma red y, por tanto, aumentar los ingresos publicitarios generados a partir de la publicidad en línea en los blogs.

## Hispanización de la palabra
Muchas personas denominan bitácora a una bitácora de red o blog, haciendo referencia a la idea de llevar un registro cronológico de sucesos, contando cualquier historia o dándole cualquier otro uso (posiblemente influidos por el uso del término que se hace en la serie de ciencia ficción Star Trek para aludir al diario de a bordo del capitán de la nave).
En el año 2005 la Real Academia Española introdujo el vocablo en el Diccionario Panhispánico de Dudas con el objeto de someterlo a análisis para su aceptación como acepción y su posterior inclusión en el Diccionario.

## Glosario
- Entrada, entrega, posteo o asiento: la unidad de publicación de una bitácora. En inglés se le llama "post" o "entry".
- Borrador: es una entrada ingresada al sistema de publicación, pero que todavía no se ha publicado. Generalmente se opta por guardar una entrada como borrador cuando se piensa corregirla o ampliarla antes de publicarla. En inglés se le llama "draft".
- Fotolog o fotoblog: unión de foto y blog, blog fotográfico.
- Videolog o videoblog: concepto similar al anterior que nace de la unión de vídeo y blog, blog con clips de vídeo, típicamente usando reproductores incrustados de sitios conocidos como YouTube o Vimeo.
- Permalink: enlace permanente. Es el URI único que se le asigna a cada entrada de la bitácora, el cual se debe usar para enlazarla. Un permalink es un enlace permanente. Se usa en los blogs para asignar una URL permanente a cada entrada del blog, para luego poder referenciarla.
- Bloguero: escritor de publicaciones para formato de blog. Es común el uso del término inglés original: "blogger".
- Comentarios: son las entradas que pueden hacer los/as visitantes del blog, donde dejan opiniones sobre la nota escrita por el/la autor/a. En inglés se le llama comments.
- Plantilla o tema: documento que contiene pautas de diseño precodificado de uso sencillo. En inglés se le llama template. Estas plantillas, que habitualmente utilizan hojas de estilo en cascada (CSS), pueden ser modificadas en la mayoría de los casos por los propios usuarios y adaptadas a sus necesidades o gustos.
- Plugin: complemento similar a las usadas, por ejemplo, en navegadores web para ampliar la funcionalidad del producto. No todas las plataformas permiten el uso de plugins. El producto líder del mercado, WordPress.org, cuenta en este momento (2013) con más de 25 000 plugins en su repositorio oficial.[16]
- Bloguear: acción de publicar mensajes en weblogs.
- Blogosfera o blogósfera: conjunto de blogs agrupados por algún criterio específico (localización, temática, idioma). Por ejemplo: blogosfera hispana, blogosfera argentina o la blogosfera política.
- Blogonimia: Investigación del origen de los nombres con que los blogueros o dueños de las bitácoras han bautizado sus blogs. El término fue usado por primera vez en el blog eMe.
- Blogalifóbico: calificativo que se aplica a aquellas empresas u organizaciones que no aceptan que sus empleados tengan blogs. Como la palabra indica, sería una fobia a los blogs. Se sustenta en el miedo a que en el blog aparezcan informaciones que puedan dañar la imagen de una empresa, o que perjudiquen a sus propios intereses...
- Tumblelog: blog de apuntes, esbozos, citas o enlaces sin exigencias de edición, ni completitud. No admiten comentarios, etiquetas o categorías. Tienen un aire neoweb 1.0.
- Diarios en línea: son los blogs de Un periódico en línea, periódico digital, diario en línea o diario digital es la edición de un periódico que utiliza Internet como su principal medio de difusión.

## Comunidad y catalogación
La BlogosferaLa comunidad colectiva de todos los blogs se conoce como la blogosfera. Dado que todos los blogs están en Internet, por definición pueden ser vistos como interconectados y socialmente en red, a través de blogroll, comentarios, LinkBacks y vínculos de retroceso. Las discusiones en "la blogsfera" ocasionalmente son utilizadas por los medios como un indicador de la opinión pública sobre diversos temas. Debido a que nuevas comunidades sin explotar de los blogueros y sus lectores pueden emerger en poco tiempo, los comerciantes de Internet prestarán mucha atención a las "tendencias de la blogosfera". El término fue acuñado en 2002 por William Quick.
Motores de búsquedaVarios motores de búsqueda de blogs se utilizan para buscar los contenidos del blog, tales como Bloglines, BlogScope y Technorati. Technorati, uno de los motores de búsqueda más populares de blogs, proporciona información actualizada sobre las dos búsquedas más populares y etiquetas para categorizar entradas de blog. La comunidad de investigadores está trabajando en ir más allá de la búsqueda por una palabra clave simple, inventando nuevas maneras de navegar a través de una enorme cantidad de información presente en la blogosfera, como lo demuestran proyectos como BlogScope.
Comunidades de blogs y directoriosExisten varias comunidades en línea que conectan a la gente a los blogs y a los blogueros con otros blogueros, incluyendo BlogCatalog y MyBlogLog. También están disponibles los intereses específicos de las plataformas de los blogs. Por ejemplo, Blogster tiene una considerable comunidad de políticos blogueros entre sus miembros. Global Voices agrega a blogueros internacionales, "poniendo el énfasis sobre las voces que generalmente no son oídas en medios de comunicación internacionales establecidos".
Los blogs y la publicidadEs común para los blogs destacar cualquier publicidad para beneficiar económicamente al bloguero o para promover causas favoritas del bloguero. La popularidad de los blogs ha dado lugar a los "blogs falsos". Estos son aquellos blogs de ficción que crean las empresas como herramienta de marketing para promocionar un producto.

## Popularidad
Los investigadores han analizado la manera de cómo los blogs se hacen populares. Fundamentalmente, hay dos medidas para esto: la popularidad a través de citas, así como la popularidad a través de la afiliación (es decir, el blogroll). La conclusión básica de los estudios de la estructura de los blogs es que, si se necesita tiempo para que un blog sea popular a través del blogroll, permalinks puede aumentar la popularidad más rápidamente, y tal vez son más indicativos sobre la popularidad y autoridad que los blogrolls, ya que indican que las personas realmente leen el contenido del blog y lo consideran valioso y digno de mención en casos específicos.
El proyecto de blogdex fue lanzado por investigadores en el Laboratorio de Medios de comunicación MIT para avanzar lentamente en la Web y juntar datos de unos miles de blogs para analizar sus propiedades sociales. Esta información se fue juntando durante más de 4 años, y autónomamente rastreó la información más contagiosa que se extiende en la comunidad del blog, alineándola por la popularidad y la novedad. Por lo tanto este puede ser considerado como la primera creación de ejemplares de memetracker. El proyecto fue sustituido por tailrank.com, que a su vez ha sido sustituido por spinn3r.com.
La clasificación de los blogs a través de Technorati está basada en el número de enlaces entrantes y la de Alexa Internet en los éxitos de Internet de usuarios de Alexa Toolbar. En agosto de 2006, Technorati encontró que el blog más vinculado en Internet era el de la actriz china Xu Jinglei. El medio de comunicación chino Xinhua divulgó que este blog recibió más de 50 millones de visitas, reclamándolo para ser el blog más popular del mundo. Technorati tasó Boing Boing para ser el blog/grupo escrito más leído.

## Clasificación según la influencia
Según el buscador de blogs Wikio, los cinco blogs que más influencia tienen en el mundo, en enero de 2008, fueron TechCrunch, Mashable!, Engadget, Gizmodo y Boing Boing. El blog en español más influyente fue, de acuerdo con esta clasificación, Microsiervos (España), situado en la decimotercera posición. Entre los veinte blogs más influyentes de Europa, existían cinco blogs de España, todos en castellano: Microsiervos (2.ª posición), Mangas Verdes (6.ª), Genbeta (7.ª), Loogic (19.ª) y Error 500 (20.ª).
A nivel exclusivamente de habla hispana, según la clasificación de Alianzo, los blogs más influyentes en español son los siguientes: Microsiervos (España), Barrapunto (España), Enrique Dans (España), genbeta (España), Dirson (España), FayerWayer (Chile), Kriptópolis (España), Escolar.net (España) y Denken Über (Argentina).

## Confusión con los medios de comunicación
Muchos blogueros, especialmente aquellos que se dedican al periodismo participativo, se diferencian de los medios de comunicación establecidos, mientras que otros son miembros de aquellos medios de comunicación a través de otro canal diferente. Algunas instituciones ven el blog como un medio para "moverse por el filtro" y que empuja mensajes directamente al público. Algunos críticos se preocupan de que algunos blogueros no respetan los derechos de autor ni los medios de comunicación en la sociedad con la presentación de noticias creíbles. Los blogueros y otros contribuyentes al contenido generado por usuarios están detrás de la revista Time 2006 nombrando a su personaje del año como "Usted".
Por su parte, muchos periodistas tradicionales escriben sus propios blogs. El primer uso conocido de un blog en un sitio de noticias fue en agosto de 1998, cuando Jonathan Dube de la Charlotte Observer publicó una crónica del huracán Bonnie.
Algunos blogueros se han trasladado a otros medios de comunicación. Los blogueros siguientes (y otros) han aparecido en la radio y en la televisión: Duncan Black (conocido por su alias, Atrios), Glenn Reynolds (Instapundit), Markos Moulitsas Zúniga(Daily Kos), Alex Steffen (Worldchanging), Ana Marie Cox (Wonkette), Nate Silver (FiveThirtyEight.com), and Ezra Klein (el blog de Ezra Klein en The American Prospect, hoy en el diario de Washington Post). En contrapunto, Hugh Hewitt es un ejemplo de una personalidad de los medios de masas que se ha movido en la dirección opuesta, añadido en su alcance a los "viejos medios de comunicación" por ser un bloguero muy influyente. Del mismo modo, fue Preparativos para Emergencias y Consejos de Seguridad en el Aire y artículos de blog en línea que capturó la atención del director general de Sanidad de los EE. UU.  Richard Carmona y ganó sus felicitaciones por sus emisiones asociadas con el locutor Tolliver Lisa y Westchester Emergency Volunteer Reserves-Medical Reserve Corps Director Marianne Partridge.
Los blogs también han tenido influencia en las lenguas minoritarias, juntando a hablantes dispersos y alumnos; lo que es particularmente cierto con las lenguas gaélicas. La industria editorial de las lenguas minoritarias (que puede carecer de viabilidad económica) puede encontrar a su audiencia a través de blogs baratos.
Hay muchos ejemplos de blogueros que han publicado libros basados en sus blogs, por ejemplo, Salam Pax, Ellen Simonetti, Cutler Jessica, ScrappleFace. A los blogs basados en libros se les ha dado el nombre de blook. Un premio para el mejor blog basado en un libro se inició en 2005, el Premio Lulu Blooker. Sin embargo, el éxito ha sido esquivo, con muchos libros no vendidos. Solo el bloguero Tucker Max hizo el New York Times bestseller List. El libro basado en el blog de Julie Powell, El Proyecto Julie, se convirtió en la película Julie & Julia, aparentemente el primero en hacerlo.

## Publicidad generada por el consumidor de blogs
La publicidad generada por el consumidor es un fenómeno relativamente nuevo y controvertido y se ha creado un nuevo modelo de comunicación de marketing de las empresas para los consumidores. Entre las diversas formas de publicidad en el blog, la más controvertida son los mensajes patrocinados. Estas son las entradas de blog o mensajes y pueden ser en forma de comentarios, críticas, opiniones, vídeos... y por lo general contienen un enlace hacia el sitio deseado usando una palabra clave.
Los blogs han conducido a alguna desintermediación e interrupción del modelo tradicional publicitario, donde las empresas pueden pasar por alto las agencias publicitarias (anteriormente la única interfaz con el cliente) y contactar directamente ellos mismos con los clientes. Por otro lado, las nuevas empresas especializadas en publicidad en blogs se han establecido, para sacar ventaja también de este nuevo desarrollo.
Sin embargo, hay muchas personas que se ven negativamente en este nuevo desarrollo. Algunos creen que cualquier forma de actividad comercial en los blogs va a destruir la credibilidad de la blogosfera.
Por otro lado está la opción de monetizar tu web en formato de banners. La mejor opción para blogs con pequeños volúmenes de tráfico es utilizar Google Adsense y para volúmenes de tráfico más grandes lo mejor es utilizar Ad Networks. Los dos se basan principalmente en formato de banners de distintos tamaños. Tú le cedes un espacio en concreto a Google Adsense o a las Ad Networks con las que trabajas y ellos se encargarán de rellenar esos espacios con publicidad interesante para tus usuarios. La mayor parte de blogs trabajan con este formato.